# Torontoceros hypogaeus
Il torontocero (Torontoceros hypogaeus) è un mammifero artiodattilo estinto, appartenente ai cervidi. Visse nel Pleistocene superiore (circa 12.000 - 11.000 anni fa) e i suoi resti fossili sono stati ritrovati in Nordamerica.

## Descrizione
Questo animale è noto per uno scheletro incompleto, sufficiente tuttavia a ipotizzarne l'aspetto. Torontoceros doveva essere grande quanto un attuale caribù, e anche l'aspetto doveva ricordare quello di una renna o di un caribù. Le grandi corna, tuttavia, sembrano essere state molto più grandi e pesanti di quelle delle forme attuali. La superficie dei palchi indica che l'esemplare di Torontoceros era morto in primavera, quando i palchi erano ancora ricoperti di velluto e non ancora completamente sviluppati in forma ossea.

## Ritrovamento e classificazione
I fossili di questo animale vennero ritrovati nel 1976, durante gli scavi per la costruzione della metropolitana di Toronto (Canada); i fossili comprendevano parte di un cranio con frammenti di palchi ancora attaccati, parte della gabbia toracica e un femore. Sembra che Torontoceros, noto anche come "cervo della metropolitana di Toronto", fosse un membro della sottofamiglia Cervinae, anche se non è chiaro quali fossero le sue parentele più strette. 

## Paleoecologia
Pollini fossili rinvenuti nel sito indicano che Torontoceros viveva in un ambiente costituito da foreste decidue e boschi di conifere, alla fine dell'ultima era glaciale. È possibile che questo animale sia vissuto fianco a fianco dei primi uomini nordamericani: alcune impronte rinvenute nel 1908 durante altri lavori, a soli 300 metri dal luogo del ritrovamento di Torontoceros, potrebbero indicare la presenza dei più antichi esseri umani in Nordamerica; purtroppo le impronte sono andate distrutte.